# Nucleocytoviricota
I Nucleocytoviricota, o grandi virus nucleo-citoplasmatici a DNA (NCLDV: in inglese nucleocytoplasmic large DNA viruses) sono un phylum di virus a DNA del regno Bamfordvirae caratterizzati dalle grandi dimensioni di capside e genoma e la tendenza ad avere ospiti eucarioti (mono e pluri cellulari). Il nome deriva dal fatto che questi virus sono in grado di replicarsi sia nel nucleo che nel citoplasma dell'ospite. Comprende i virus giganti, conosciuti anche col nome di girus.

## Tassonomia
Il phylum è suddiviso in due classi nel modo seguente.
- Megaviricetes
  - Pimascovirales
    - Ascoviridae
    - Iridoviridae
    - Marseilleviridae

  - Imitervirales
    - Mimiviridae

  - Algavirales
    - Phycodnaviridae
- Pokkesviricetes
  - Asfuvirales
    - Asfarviridae

  - Chitovirales
    - Poxviridae

## Storia
Il primo virus gigante individuato è il Mimivirus, che fu scoperto nel 1992 come parassita dell'ameba Acanthamoeba polyphaga, ma fu erroneamente considerato un batterio fino al 2003 . È stato chiamato così perché sembra mimare un microbo, da cui il prefisso "mi-mi". È largo circa 400 nm (diametro del capside).
Oltre al Mimivirus, si conoscevano già nel 2003 pochi altri virus di dimensioni rilevanti , tra i quali citiamo il Coccolithovirus della famiglia dei Phycodnaviridae
Sono stati poi scoperti (o riconosciuti) ulteriori virus a DNA di dimensioni molto superiori a quelle dei virus più comuni, tra i quali Heterocapsa circularisquama DNA virus (HcDNAV) , con un diametro di circa 200 nm e un genoma di circa 356000 nucleotidi.
Nel 2013 è stato scoperto un genus di virus ancora più massicci, i Pandoravirus, delle dimensioni di 1 micron, privi di capside, e con un genoma composto da 1,9 a 2,5 megabasi di DNA, il doppio di quelle riscontrabili nei Megavirus.
Queste scoperte hanno indotto gli scienziati a proporre l'introduzione di una nuova categoria. Tutti questi virus possiedono in comune caratteristiche uniche e peculiari sia nel patrimonio genetico che nella struttura del capside. Rimane comunque incerto se le similitudini riscontrabili nelle differenti famiglie del gruppo degli NCLDV si siano originate dalla "cattura" di geni identici o omologhi dal genoma della loro cellula ospite durante la replicazione virale (processo riscontrato in molti altri virus, per esempio nei batteriofagi) o se essi semplicemente posseggano un reale antenato comune, ipotesi questa da sempre vittima di pesanti polemiche e controversie.